# Georg Dietrich (Politiker, 1888)

Georg Dietrich (um 1924/28)

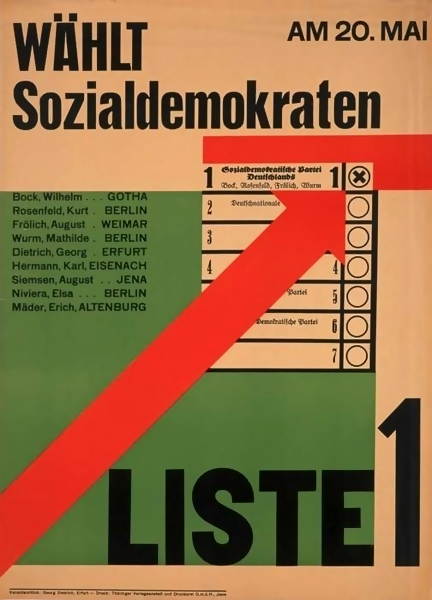
Wahlplakat der SPD, 1928: Wilhelm Bock, Kurt Rosenfeld, August Frölich, Mathilde Wurm, Georg Dietrich, Karl Hermann, August Siemsen, Elsa Niviera, Erich Mäder

Georg Philipp Dietrich (* 6. Juni 1888 in Groß-Zimmern; † 15. Juni 1971 in Bern) war ein deutscher Politiker der Weimarer Republik und Reichstagsabgeordneter (SPD) von 1924 bis 1933. Am 23. März 1933 stimmte er gegen das Ermächtigungsgesetz, das Hitler die absolute Macht verlieh.

## Leben
Georg Dietrich stammte aus der Familie eines Zimmermanns. Er besuchte die Volksschule in Groß-Zimmern und erlernte das Buchdruckerhandwerk. Er war anschließend als Buchdrucker, Betriebsleiter und Geschäftsführer einer Druckerei tätig. 1912 trat er der Sozialdemokratischen Partei Deutschlands (SPD) bei. Wegen „Antikriegspropaganda“ wurde er 1914 gemeinsam mit Clara Zetkin, Friedrich Westmeyer und Hans Tittel vorübergehend verhaftet. Ungeachtet dessen wurde er zum Heeresdienst eingezogen. 1918 trat er der Unabhängigen Sozialdemokratischen Partei Deutschlands (USPD) bei, ging jedoch 1921 zur SPD zurück. 1919 wurde er Stadtverordneter in Karlsruhe, im Januar 1922 wurde er Bezirkssekretär der SPD im Bezirk Groß-Thüringen. 1924 wurde er in den Reichstag gewählt, dem er bis 1933 angehören sollte. 1929 war er als Vertreter einer moderaten linkssozialistischen Linie zum Bezirksvorsitzenden gewählt worden.
1933 floh Dietrich in die Schweiz, wo er für einige Jahre in der Flüchtlingshilfe tätig war. Bis 1936 hielt er Kontakte zu antifaschistischen Widerstandsgruppen in Südwestdeutschland. 1939 emigrierte er in die USA und arbeitete dort als Buchdrucker. 1945 wurde er US-Bürger und kehrte nicht wieder nach Deutschland zurück. Vor seinem Tode lebte er in der Schweiz.

## Belege
1. ↑  Widerstandskämpfer aus Groß-Zimmern stellte sich gegen Hitler. In: Frankfurter Rundschau Nr. 203 vom  31. August 2024, S. F18.

| Personendaten    | Personendaten                  |
| ---------------- | ------------------------------ |
| NAME             | Dietrich, Georg                |
| ALTERNATIVNAMEN  | Dietrich, Georg Philipp        |
| KURZBESCHREIBUNG | deutscher Politiker (SPD), MdR |
| GEBURTSDATUM     | 6. Juni 1888                   |
| GEBURTSORT       | Groß-Zimmern                   |
| STERBEDATUM      | 15. Juni 1971                  |
| STERBEORT        | Bern                           |